# Lista de viagens presidenciais de Dilma Rousseff
Esta é uma lista das viagens presidenciais de Dilma Rousseff, a 36ª Presidente do Brasil, empossada em 1 de janeiro de 2011. Nesta lista constam as viagens de caráter diplomático realizadas por Dilma Rousseff desde a posse, em 2011, até seu impeachment em 2016.

## Resumo
| Número de visitas | País |
| ----------------- | --- |
| 1 visita          | Alemanha, Angola, Austrália, Bolívia, Bulgária, China, Colômbia, Costa Rica, Espanha, Etiópia, Grécia, Guiné Equatorial, Haiti, Índia, Moçambique, Nigéria, Panamá, Reino Unido, Suíça e Suriname |
| 2 visitas         | África do Sul, Bélgica, Cuba, Equador, França, Itália, México, Rússia, Turquia e Vaticano |
| 3 visitas         | Chile, Paraguai, Peru e Portugal |
| 4 visitas         | Uruguai e Venezuela |
| 5 visitas         | |
| 6 visitas         | Argentina e Estados Unidos |

## 2011
| País           | Cidade/Região                | Período           | Anfitrião                      | Notas |
| -------------- | ---------------------------- | ----------------- | ------------------------------ | --- |
| Argentina      | Buenos Aires                 | 31 de janeiro     | Cristina Kirchner              | A primeira visita de Estado de Dilma Rousseff como Presidente. Rousseff teria escolhido a Argentina como seu primeiro destino em demonstração aos laços "especiais e estratégicos" entre os dois países. Durante sua visita à Buenos Aires, Rousseff afirmou que "não foi uma decisão casual a Argentina como primeiro destino estrangeiro" e classificou o país vizinho como "aliado estratégico" do Brasil. Rousseff teve uma audiência privada com a Presidente Cristina Kirchner na Casa Rosada e assinou diversas tratados de ampliação das relações entre os dois países. Ao fim da viagem, Rousseff encontrou-se com representantes das Mães da Praça de Maio. |
| Portugal       | Lisboa Coimbra               | 28-30 de março    | Universidade de Coimbra        | Visita à Universidade de Coimbra, onde Lula da Silva foi agraciado com o título honoris causa. |
| Grécia         | Atenas                       | 9 de abril        |                                | Diálogo sobre a Crise econômica de 2012 e a organização das Olimpíadas de 2004. |
| China          | Pequim Sanya Xian            | 10-15 de abril    | Hu Jintao                      | Terceira cúpula do BRICS e visita à sede da ZTE. |
| Uruguai        | Montevidéu                   | 30 de maio        | José Mujica                    | |
| Paraguai       | Assunção                     | 28-29 de junho    | Fernando Lugo                  | 41ª Cúpula de Presidentes dos Estados do Mercosul |
| Peru           | Lima                         | 28 de julho       | Ollanta Humala                 | Cerimônia de posse de Ollanta Humala |
| Estados Unidos | Nova Iorque                  | 18-22 de setembro | Barack Obama                   | Discurso de abertura da 66ª Assembleia Geral das Nações Unidas |
| Bélgica        | Bruxelas                     | 2-4 de outubro    | Primeiro-ministro Yves Leterme | Incluiu um jantar oferecido por Herman Van Rompuy e José Manuel Barroso; e um jantar oficial oferecido pelo rei Alberto II. |
| Bulgária       | Sófia Gabrovo Veliko Tarnovo | 4-6 de outubro    | Georgi Parvanov                | Em 4 de outubro, Dilma chegou à Bulgária pela primeira vez para uma visita às suas origens familiares. A Presidente foi recebido pelo Presidente Georgi Parvanov em cerimônia oficial na Praça Santo Alexandre Nevski, uma das principais de Sófia. Posteriormente, Rousseff se reuniu com o Primeiro-ministro Boyko Borisov e a Presidente da Assembleia Nacional, Tsetska Tsacheva. Durante sua visita, Rousseff foi agraciada com a mais alta honraria de Estado da Bulgária, a Ordem de Stara Planina. No dia seguinte, 5 de outubro, a Presidente compareceu ao Encontro Comercial Brasil-Bulgária, visando ampliar a presença financeira brasileira no país através de grandes companhias nacionais, como a Petrobras, a Vale e a Embraer. Após cumprir a agenda oficial, Rousseff visitou o túmulo de seu meio-irmão búlgaro, Lyuben-Kamen Rusev, a quem nunca havia conhecido, e a conheceu a cidade natal de seu pai, Gabrovo. |
| Turquia        | Ancara Istambul              | 6-8 de outubro    | Abdullah Gül                   | Dilma chegou à Ancara, Turquia, na noite de 6 de outubro para sua visita diplomática de três dias. Em sua delegação estavam presentes os ministros de Relações Exteriores, Defesa, Fazenda, e Comunicação. Os tópicos principais da agenda da Presidente incluíram comércio, energia e educação, assim como assuntos de interesse internacional. No primeiro dia de visita, Rousseff reuniu-se com o Presidente Abdullah Gül para assinatura de acordos bilaterais. Os líderes também assinaram uma declaração conjunta denominada "Turquia-Brasil: Uma Perspectiva Estratégica para uma Parceria Dinâmica". Posteriormente, a Presidente visitou o Anıtkabir e discursou na Cimeira Comercial Brasil-Turquia. No último dia de visita, Rousseff conheceu locais históricos de Istambul. |
| África do Sul  | Pretória                     | 17-18 de outubro  | Jacob Zuma                     | Dilma viajou à África do Sul na primeira etapa de sua viagem pelo continente africano, que também incluiu Moçambique e Angola. Em Pretória, Rousseff foi recebida pelo Presidente Jacob Zuma no Palácio Presidencial, onde discutiram sobre a reforma do Conselho de Segurança, crise da Zona do Euro, a situação política na Síria e a eventual intervenção militar na Líbia. Ainda em Pretória, a Presidente compareceu ao Fórum de Diálogo Índia-Brasil-África do Sul, onde reuniu-se com o Primeiro-ministro indiano Manmohan Singh. |
| Moçambique     | Maputo                       | 18-19 de outubro  | Armando Guebuza                | Em Maputo, Dilma participou de homenagem a Samora Machel, o líder do movimento de Independência de Moçambique. Rousseff foi recebida pelo Presidente Armando Guebuza e outros líderes nacionais. A visita teve o objetivo principal de ampliar os laços comerciais entre os dois países. O fluxo comercial Moçambique-Brasil havia crescido de 25 milhões de dólares para 60 milhões de dólares em menos de um ano, no período 2010 a 2011. Moçambique possui uma grande taxa de investimentos brasileiros, mais notavelmente em exploração de minérios, e é considerado o maior beneficiário da ajuda brasileira, envolvendo cerca de 70 milhões de dólares em áreas de educação, saúde, agricultura, e treinamento profissional. Ainda em Maputo, Rousseff inaugurou a nova residência oficial do Embaixador brasileiro e abriu uma exposição de artistas moçambicanos no Centro Cultural Brasil-Moçambique.                          |
| Angola         | Luanda                       | 19-20 de outubro  | José Eduardo dos Santos        | Dilma visitou Angola na última etapa de sua viagem diplomática pelo continente africano, com a finalidade de fortalecer a cooperação bilateral. As duas antigas colônias portuguesas compartilham heranças culturais e fortes relações diplomáticas. Durante sua visita, Rousseff foi recebida pelo Presidente José Eduardo dos Santos, e também discursou perante a Assembleia Nacional. |
| França         | Cannes, Paris                | 1-5 de novembro   | Nicolas Sarkozy                | Dilma passou vários dias na França em função da 6ª reunião de cúpula do G20, em Cannes. A Presidente foi acompanha por seu Ministro de Relações Exteriores, Antonio Patriota e Ministro da Fazenda, Guido Mantega, além da Secretária de Imprensa Helena Chagas e do Porta-voz da Presidência, Rodrigo Baena. Durante a reunião de cúpula, Rousseff expressou a intenção do Brasil de oferecer auxílio aos países da Europa através do Fundo Monetário Internacional e incentivou "liderança, visão clara e ação" em resposta à crise financeira. Rousseff ainda manteve reuniões bilaterais com Austrália, Alemanha, Turquia e Singapura, assim como com os presidentes de China e Indonésia. Em 5 de novembro, a comitiva presidencial desembarcou em Paris, onde visitou a sede da UNESCO acompanhada pela Diretora-geral da organização, Irina Bokova.                                                                              |
| Venezuela      | Caracas                      | 1-2 de dezembro   | Hugo Chavez                    | Dilma compareceu à Cúpula da CELAC. |
| Argentina      | Buenos Aires                 | 10 de dezembro    | Cristina Kirchner              | Em Buenos Aires pela segunda vez no ano de 2011, Dilma compareceu à cerimônia de posse de Cristina Fernández de Kirchner para seu segundo mandato como Presidente. |
| Uruguai        | Montevidéu                   | 20 de dezembro    | José Mujica                    | Dilma Rousseff compareceu à 42ª Cúpula de Chefes de Estado do Mercosul. |

## 2012
| País           | Cidade/Região           | Período                        | Anfitrião                     | Notas |
| -------------- | ----------------------- | ------------------------------ | ----------------------------- | --- |
| Cuba           | Havana Mariel           | 30 de janeiro - 1 de fevereiro | Raúl Castro Fidel Castro      | |
| Haiti          | Porto Príncipe          | 1 de fevereiro                 | Michel Martelly               | Dilma encontrou-se com o Presidente Michel Martelly e o Primeiro-ministro Garry Conille. Os principais tópicos de discussão foram a entrada ilegal de haitianos no Brasil desde o Terremoto de 2010, que assolou o país. |
| Alemanha       | Hanover                 | 5 - 6 de março                 | Angela Merkel                 | |
| Índia          | Nova Déli               | 27 - 31 de março               | Manmohan Singh Pratibha Patil | Participou da IV Cúpula do BRICS e recebeu o título honoris causa da Universidade de Délhi. |
| Estados Unidos | Washington, D.C. Boston | 9 - 10 de abril                | Barack Obama                  | A primeira visita de Estado de Rousseff aos Estados Unidos como Presidente do Brasil. Rousseff reuniu-se com Barack Obama na Casa Branca para tratar de cooperação em desenvolvimento energético, educação e comércio entre os dois países. Os Estados Unidos anunciaram que abririam mais dois consulados em território brasileiro. Rousseff também visitou o Instituto de Tecnologia de Massachusetts e a Universidade Harvard, instituições parceiras do Brasil no programa "Ciência sem Fronteiras". |
| Colômbia       | Cartagena               | 14 - 15 de abril               | Juan Manuel Santos            | Participou da VI Cúpula das Américas. |
| México         | Los Cabos               | 17 - 19 de junho               | Felipe Calderón               | Rousseff participou da VII reunião de cúpula do G20. Paralelamente, liderou uma reunião entre os líderes dos BRICS e encontrou-se em audiência com Mario Monti, Angela Merkel, Vladmir Putin e Mariano Rajoy. |
| Argentina      | Mendoza                 | 28 - 29 de junho               | Cristina Kirchner             | Participou da 43ª Reunião de Cúpula dos Chefes de Estado do Mercosul e da reunião extraordinária sobre o Impeachment de Fernando Lugo, presidente do Paraguai. |
| Reino Unido    | Londres                 | 25 - 28 de julho               | David Cameron Elizabeth II    | Assistiu a Abertura dos Jogos Olímpicos de 2012 e inaugurou a Casa Brasil. No dia 27 de julho, foi recebida pela Elizabeth II para uma reunião privada no Palácio de Buckingham. |
| Estados Unidos | Nova Iorque             | 25 de setembro - 1 de outubro  | Ban Ki-moon                   | Participou da 67ª Assembleia Geral das Nações Unidas. |
| Peru           | Lima                    | 1 - 2 de outubro               | Ollanta Humala                | Participou da 3ª Cúpula América do Sul - Países Árabes. |
| Espanha        | Cadiz Madrid            | 15 - 19 de novembro            | Juan Carlos I Mariano Rajoy   | Reunião de negócios com o presidente do Governo, Mariano Rajoy, e reunião formal com o Rei Juan Carlos I. Visitou a "Casa do Brasil" e assistiu ao seminário Brasil en la senda del crecimiento. |
| Argentina      | Buenos Aires            | 28 de novembro                 | Cristina Kirchner             | Participou da conferência "Argentina e Brasil, integração e desenvolvimento ou o risco da primarização (das economias)", a convite da União Industrial Argentina (UIA). |
| França         | Paris                   | 9 - 12 de dezembro             | François Hollande             | Viagem de negócios a tratar dos impactos da crise econômica mundial e de acordos de ciência e tecnologia. |
| Rússia         | Moscou                  | 13 - 14 de dezembro            | Dmitri Medvedev               | Primeira visita de Estado à Rússia como Presidente do Brasil, com o objetivo de ampliar a interação comercial entre os dois países. |

## 2013
| País              | Cidade/Região   | Período             | Anfitrião                         | Notas |
| ----------------- | --------------- | ------------------- | --------------------------------- | --- |
| Chile             | Santiago        | 26 de janeiro       | Sebastián Piñera                  | Dilma Rousseff, em sua primeira viagem oficial no ano de 2013, participou da I Cúpula CELAC - União Europeia. Houve ainda uma reunião com Sebastián Piñera e um encontro bilateral com o presidente do México, Enrique Peña Nieto.                                                                            |
| Guiné Equatorial  | Malabo          | 22 de fevereiro     | Teodoro Obiang                    | Dilma participou da 3ª Cúpula América do Sul - África. |
| Nigéria           | Abuja           | 23 de fevereiro     | Goodluck Jonathan                 | Encontro oficial com o presidente da Nigéria, Goodluck Ebele Jonathan. Dilma participou também do encerramento do "Encontro Empresarial Brasil/Nigéria". |
| Venezuela         | Caracas         | 7 - 8 de março      | Nicolás Maduro                    | Junto dos demais chefes de Estado do Mercosul, participou da cerimônia fúnebre do presidente venezuelano Hugo Chávez. Também estiveram presentes governantes de outros países. |
| Itália e Vaticano | Roma            | 17 - 20 de março    | Giorgio Napolitano Papa Francisco | Dilma visitou a sede da Organização das Nações Unidas para Alimentação e Agricultura (FAO) e teve uma reunião com o presidente da República Italiana, Giorgio Napolitano. No última dia de viagem, assistiu a missa inaugural do pontificado do Papa Francisco.                                               |
| África do Sul     | Durban          | 26 - 27 de março    | Jacob Zuma                        | Participou da V Reunião de Cúpula do BRICS e teve uma reunião bilateral com o presidente da China, Xi Jinping. |
| Peru              | Lima            | 18 de abril         | Ollanta Humala                    | Reunião de Cúpula Extraordinária da Unasul. |
| Venezuela         | Caracas         | 19 de abril         | Nicolás Maduro                    | Dilma participou da cerimônia de posse de Nicolás Maduro como Presidente da Venezuela. |
| Argentina         | Buenos Aires    | 25 de abril         | Cristina Kirchner                 | Reunião de negócios com a presidente Cristina Kirchner e seu gabinete. |
| Etiópia           | Adis Abeba      | 24 - 25 de maio     | Hailemariam Desalegn              | Solenidades do cinquentenário da Organização da Unidade Africana. |
| Portugal          | Lisboa          | 9 - 10 de junho     | Aníbal Cavaco Silva               | No primeiro dia de visita, Dilma reuniu-se com António José Seguro, secretário-geral do Partido Socialista Português. No dia seguinte, foi recebida pelo Presidente da República, Aníbal Cavaco Silva, e o Primeiro-ministro Pedro Passos Coelho.                                                             |
| Uruguai           | Montevidéu      | 11 - 12 de julho    | José Mujica                       | Cúpula dos Presidentes dos Estados do Mercosul |
| Paraguai          | Assunção        | 14 - 15 de agosto   | Horacio Cartes                    | Cerimônia de posse e juramento de Horacio Cortes como Presidente do Paraguai. |
| Suriname          | Paramaribo      | 30 de agosto        | Desiré Bouterse                   | Participação na VII Cúpula da Unasul |
| Rússia            | São Petersburgo | 5 - 6 de setembro   | Vladimir Putin                    | No dia 5 de setembro, Dilma participou da 8ª reunião de cúpula do G20 e reuniu-se com o presidente da China, Xi Jinping e posteriormente com o primeiro-ministro do Japão, Shinzo Abe. No dia 6 de setembro, o último dia de visita, houve uma reunião com o primeiro-ministro de Singapura, Lee Hsien Loong. |
| Estados Unidos    | Nova Iorque     | 23 - 25 de setembro | Ban Ki-moon                       | Participação na abertura da 68ª Assembleia Geral das Nações Unidas. Participou ainda do "Foro Político de Alto Nível sobre Desenvolvimento Sustentável". |

## 2014

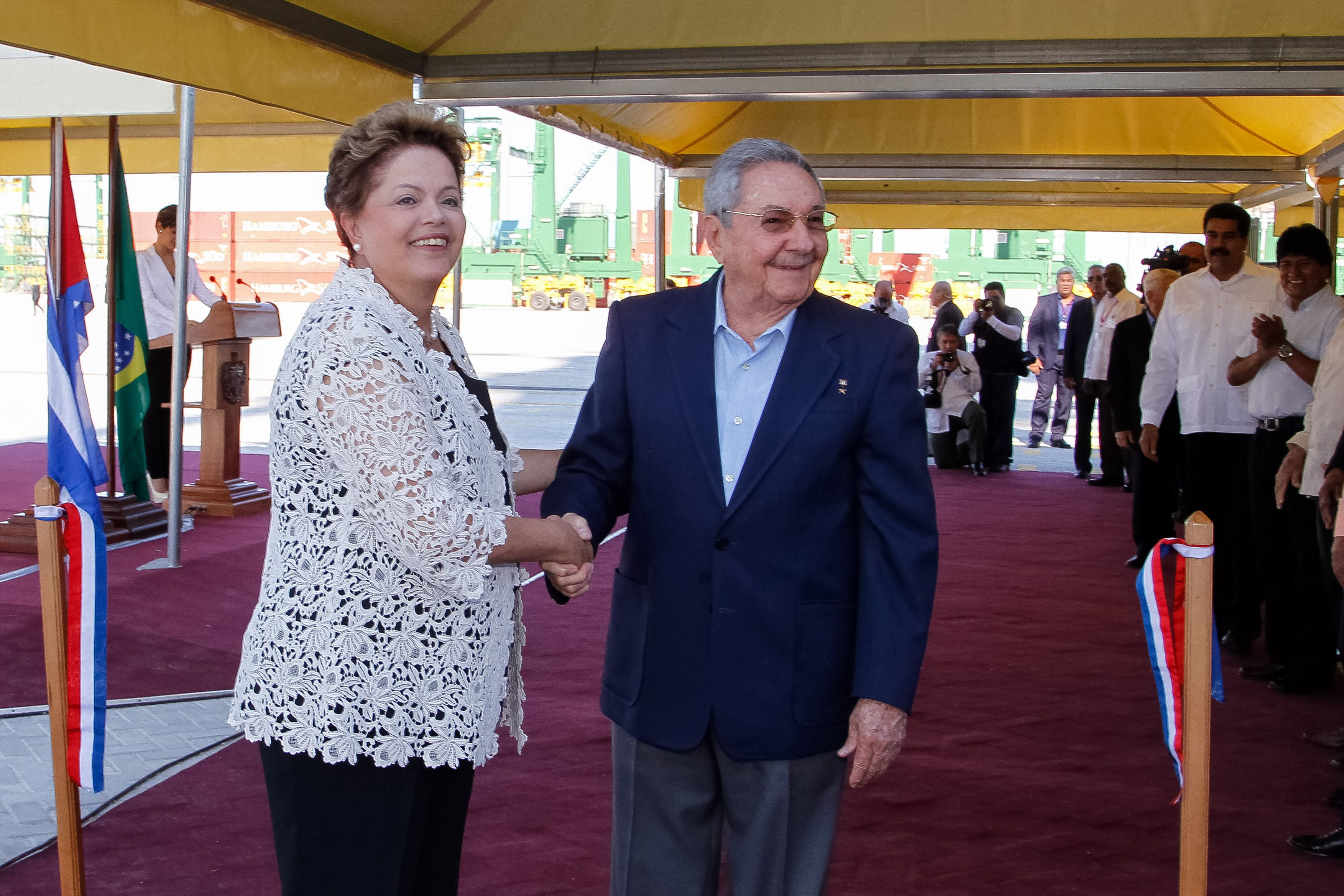
Dilma Rousseff e Raúl Castro durante inauguração do Porto de Mariel, janeiro de 2014.

| País              | Cidade/Região    | Período              | Anfitrião                           | Notas |
| ----------------- | ---------------- | -------------------- | ----------------------------------- | --- |
| Suíça             | Zurique; Davos   | 23 - 24 de janeiro   | Joseph Blatter                      | Dilma Rousseff participou do Fórum Econômico Mundial e se reuniu com lideranças econômicas atuais em Davos. Em Zurique, visitou a sede da FIFA acompanhada pelo presidente da organização Joseph Blatter.                                                                   |
| Portugal          | Lisboa           | 26 de janeiro        | Aníbal Cavaco Silva                 | |
| Cuba              | Artemisa; Havana | 27 - 28 de janeiro   | Raúl Castro                         | Dilma participou da cerimônia de inauguração do Porto de Mariel, na presença de outros líderes regionais, como Nicolás Maduro e Portia Simpson Miller. Em Havana, participou da II Cúpula dos Estados Latino-americanos e Caribenhos (CELAC).                               |
| Itália / Vaticano | Roma             | 21 - 22 de fevereiro | Giorgio Napolitano / Papa Francisco | Na Cidade do Vaticano, Dilma assistiu à consagração de Dom Orani João Tempesta como novo cardeal e reuniu-se com o Papa Francisco. No último dia de viagem, Rousseff teve reunião com o Presidente Giorgio Napolitano sobre investimentos das empresas italianas no Brasil. |
| Chile             | Valparaíso       | 11 de março          | Michelle Bachelet                   | Dilma participou da cerimônia de posse de Michelle Bachelet como Presidente da República do Chile. |
| Venezuela         | Caracas          | 29 de julho          | Nicolás Maduro                      | Dilma participou da 46ª Cúpula dos Chefes de Estado do Mercosul. |
| Equador           | Quito            | 5 de dezembro        | Rafael Correa                       | Participou da inauguração da nova sede da Unasul e da Cúpula Extraordinária de Chefes de Estado da Unasul |
| Argentina         | Paraná           | 17 de dezembro       | Cristina Kirchner                   | Dilma participou da 47ª Cúpula dos Chefes de Estado do Mercosul e Estados Associados |

## 2015
| País           | Cidade/Região                                | Período                      | Anfitrião                    | Notas |
| -------------- | -------------------------------------------- | ---------------------------- | ---------------------------- | --- |
| Bolívia        | La Paz                                       | 25 de janeiro                | Evo Morales                  | A presidente Dilma participou da cerimônia de posse de Evo Morales Ayma como Presidente da Bolívia |
| Costa Rica     | San José                                     | 28 - 29 de janeiro           | Luis Guillermo Solís         | Dilma participou da III Cúpula da Comunidade de Estados Latino-Americanos e Caribenhos (CELAC) |
| Uruguai        | Colônia; Montevidéu                          | 28 de fevereiro - 1 de março | José Mujica / Tabaré Vázquez | Em Tarariras, Colônia, os presidentes Dilma Rousseff e José Mujica inauguraram o Parque Eólico Artilleros. Em Montevidéu, Dilma participou da posse de Tabaré Vázquez como novo presidente do Uruguai |
| Panamá         | Cidade do Panamá                             | 10 de abril                  | Juan Carlos Varela           | Participou da Sétima Reunião de Cúpula das Américas |
| México         | Cidade do México                             | 26 - 27 de maio              | Enrique Peña Nieto           | Dilma realizou visita de Estado e participou de sessão solene no Congresso Mexicano |
| Bélgica        | Bruxelas                                     | 10 - 11 de junho             | Charles Michel               | Reuniu-se com o primeiro-ministro belga, Charles Michel, e participou da II Cúpula CELAC - União Europeia |
| Estados Unidos | Washington, D.C. Vale do Silício Nova Iorque | Junho - julho                | Barack Obama                 | O presidente Barack Obama e a presidente brasileira se encontraram quase dois anos após que presidenta Rousseff cancelou uma rara visita de Estado a Washington depois das revelações de que o Brasil foi alvo do programa de espionagem americano. EUA está à procura de comércio bilateral e os investimentos desde que a China ultrapassou os EUA como maior parceiro comercial do Brasil. Rousseff viajou para Nova York para se encontrar com banqueiros e ao Vale do Silício para angariar negócios para a indústria de tecnologia de informações do Brasil. |
| Turquia        | Antália                                      | 14 - 15 de novembro          | Recep Tayyip Erdoğan         | Dilma participou da 10.ª reunião de cúpula do G20. |
| Argentina      | Buenos Aires                                 | 10 de dezembro               |                              | Dilma participou da cerimônia de posse de Mauricio Macri como Presidente da Argentina. |
| Paraguai       | Assunção                                     | 21 de dezembro de 2015       | Horacio Cartes               | Participou da reunião de cúpula dos chefes de Estado do MERCOSUL. |

## 2016
| País           | Cidade/Região | Período            | Anfitrião         | Notas |
| -------------- | ------------- | ------------------ | ----------------- | --- |
| Equador        | Quito         | 26 - 27 de janeiro | Rafael Correa     | Dilma participou da IV Cúpula de Chefes de Estado e de Governo da CELAC. |
| Chile          | Santiago      | 27 de fevereiro    | Michelle Bachelet | Dilma reuniu-se com a Presidente Michelle Bachelet na capital chilena e participou da reunião de cúpula da CEPAL. No fim da viagem, reuniu-se com empresários brasileiros sobre investimentos no Chile. |
| Estados Unidos | Nova York     | 21 - 23 de abril   | Barack Obama      | Assinatura do Acordo de Paris sobre o clima, na sede da Organização das Nações Unidas (ONU). |

## Eventos multilaterais
| Grupo    | Ano                            | Ano                                       | Ano                                | Ano                            | Ano                                       | Ano                                    |
| Grupo    | 2011                           | 2012                                      | 2013                               | 2014                           | 2015                                      | 2016                                   |
| -------- | ------------------------------ | ----------------------------------------- | ---------------------------------- | ------------------------------ | ----------------------------------------- | -------------------------------------- |
| CELAC    | 01–02 de dezembro, Caracas     | Nenhum                                    | 26 de janeiro, Santiago            | 28 de janeiro, Havana          | 28–29 de janeiro, San José                | 26–27 de janeiro, Quito                |
| UNASUL   | 29 de outubro, Assunção        | 30 de novembro, Lima                      | 30 de agosto, Paramaribo           | 04 de dezembro, Quito          | Nenhum                                    | Nenhum                                 |
| G20      | 03–04 de novembro, Cannes      | 18–19 de junho, Los Cabos                 | 05–06 de setembro, São Petesburgo  | 15–16 de novembro, Brisbane    | 15–16 de novembro, Antalya                | 04–05 de dezembro, Hancheu             |
| BRICS    | 14 de abril, Sanya             | 29 de março, Nova Délhi                   | 26–27 de março, Durban             | 15 de julho, Fortaleza         | 09 de julho, Ufá                          | 15–16 de outubro, Goa                  |
| MERCOSUL | 28–29 de junho, Assunção       | 28–29 de junho, Mendoza                   | 11–12 de julho, Montevidéu         | 29 de julho, Caracas           | 17 de julho, Brasília                     | Cancelado                              |
| MERCOSUL | 20 de dezembro, Montevidéu     | 03–04 de dezembro, Brasília               | 11–12 de julho, Montevidéu         | 17 de dezembro, Paraná         | 21 de dezembro, Assunção                  | Cancelado                              |
| OEA      | Nenhum                         | 14–15 de abril, Cartagena das Índias      | Nenhum                             | Nenhum                         | 10–11 de abril, Cidade do Panamá          | Nenhum                                 |
| OEI      | 28–29 de outubro, Assunção     | 16–18 de novembro, Cádiz                  | 16–18 de outubro, Cidade do Panamá | 8–9 de dezembro, Veracruz      | Nenhum                                    | 28–29 de outubro, Cartagena das Índias |
| CPLP     | Nenhum                         | 20 de julho, Maputo                       | Nenhum                             | 23 de julho, Díli              | Nenhum                                    | 17–18 de julho, Brasília               |
| ONU      | 18–22 de setembro, Nova Iorque | 25 de setembro–01 de outubro, Nova Iorque | 23–25 de setembro, Nova Iorque     | 24–30 de setembro, Nova Iorque | 28 de setembro–03 de outubro, Nova Iorque | 18–21 de setembro, Nova Iorque         |
| FEM      | 26 de janeiro, Davos           | 25 de janeiro, Davos                      | 23 de janeiro, Davos               | 23–24 de janeiro, Davos        | 23–25 de janeiro, Davos                   | 20–23 de janeiro, Davos                |